# Blue dawn
Blue dawn is een muziekalbum van Tangerine Dream. Het is noch een studioalbum, noch een livealbum. De opnamen werden gemaakt tijdens de reizen die nodig waren voor de tournee door de Verenigde Staten in 1998. Twee van de leden van de toenmalige muziekgroep kropen bij elkaar, zonder te weten of ze het album ooit zouden uitgeven. Pas in 2006 verscheen het op de markt.

## Musici
- Edgar Froese – synthesizers, elektronica
- Ralf Wadephul – idem

## Muziek
| Nr. | Titel                                    | Duur |
| --- | ---------------------------------------- | ---- |
| 1.  | Where dreams are large and airy (Froese) |      |
| 2.  | Riding the wind (Wadephul)               |      |
| 3.  | Thundersheads (Froese)                   |      |
| 4.  | Eagle’s crest (Wadephul)                 |      |
| 5.  | Food for the gods (Wadephul)             |      |
| 6.  | Without a bad conscience (Froese)        |      |
| 7.  | Candamom route (Wadephul)                |      |
| 8.  | A world away from Gagaland (Froese)      |      |
| 9.  | Native companions (Wadephul)             |      |
| 10. | Blue dawn (Wadephul)                     |      |